# Oscar alla miglior sceneggiatura non originale
L'Oscar alla miglior sceneggiatura non originale (Academy Award for Best Adapted Screenplay) è un Premio Oscar assegnato allo scrittore di una sceneggiatura già pubblicata o adattata da varie fonti, di solito da un romanzo, una serie TV, un videogioco e a volte anche da un altro film (vedi per esempio un sequel), questo in contrapposizione all'Oscar alla miglior sceneggiatura originale.
Questa definizione è stata usata dal 1957, precedentemente l'Oscar era assegnato alla Miglior sceneggiatura.

## Vincitori e candidati
L'elenco mostra i vincitori di ogni anno, seguiti dagli sceneggiatori che hanno ricevuto una nomination. Per ogni sceneggiatore viene indicato il film che gli ha valso la candidatura.
Gli anni indicati sono quelli in cui è stato assegnato il premio e non quello in cui è stato diretto il film. Nel 1930 si sono svolte due diverse edizioni del premio, una ad aprile ed una a novembre, mentre nel 1933 non è stato assegnato alcun premio.
Per maggiori informazioni si veda la voce Cerimonie dei premi Oscar.

### 1920
- 1929
  - Benjamin Glazer – Settimo cielo (Seventh Heaven)
  - Alfred Cohn – Il cantante di jazz (The Jazz Singer)
  - Anthony Coldeway – Glorious Betsy (Glorious Betsy)

### 1930
- 1930 (aprile)
  - Hans Kraly – Lo zar folle (The Patriot)
  - Tom Barry – Notte di tradimento (In Old Arizona) e The Valiant
  - Elliott Clawson – The Cop, Tutti per uno (The Leatherneck), Sal of Singapore e Grattacieli (Skyscraper)
  - Hans Kraly – L'onestà della signora Cheyney (The Last of Mrs. Cheyney)
  - Josephine Lovett – Le nostre sorelle di danza (Our Dancing Daughters)
  - Bess Meredyth – Il destino (A Woman of Affairs) e Ombre sul cuore (Wonder of Women)
- 1930 (novembre)
  - Frances Marion – The Big House
  - George Abbott, Maxwell Anderson e Del Andrews – All'ovest niente di nuovo (All Quiet on the Western Front)
  - Howard Estabrook – Street of Chance
  - Julian Josephson – Disraeli
  - John Meehan – La divorziata (The Divorcee)
- 1931
  - Howard Estabrook – I pionieri del West (Cimarron)
  - Francis Faragoh e Robert N. Lee – Piccolo Cesare (Little Caesar)
  - Horace Jackson – Holiday
  - Joseph L. Mankiewicz e Sam Mintz – Skippy
  - Seton I. Miller e Fred Niblo Jr. – Codice penale (The Criminal Code)
- 1932
  - Edwin Burke – Bad Girl
  - Percy Heath e Samuel Hoffenstein – Il dottor Jekyll (Dr. Jekyll and Mr. Hyde)
  - Sidney Howard – Un popolo muore (Arrowsmith)
- 1934
  - Victor Heerman e Sarah Y. Mason – Piccole donne (Little Women)
  - Robert Riskin – Signora per un giorno (Lady for a Day)
  - Paul Green e Sonya Levien – Montagne russe (State Fair)
- 1935
  - Robert Riskin – Accadde una notte (It Happened One Night)
  - Frances Goodrich e Albert Hackett – L'uomo ombra (The Thin Man)
  - Ben Hecht – Viva Villa!
- 1936
  - Dudley Nichols – Il traditore (The Informer)
  - Casey Robinson – Capitan Blood (Captain Blood)
  - Waldemar Young, John L. Balderston, Achmed Abdullah, Grover Jones e William Slavens McNutt – I lancieri del Bengala (The Lives of a Bengal Lancer)
  - Talbot Jennings, Jules Furthman e Carey Wilson – La tragedia del Bounty (Mutiny on the Bounty)
- 1937
  - Pierre Collings e Sheridan Gibney – La vita del dottor Pasteur (The Story of Louis Pasteur)
  - Sidney Howard – Infedeltà (Dodsworth)
  - Robert Riskin – È arrivata la felicità (Mr. Deeds Goes to Town)
  - Frances Goodrich e Albert Hackett – Dopo l'uomo ombra (After the Thin Man)
  - Eric Hatch e Morris Ryskind – L'impareggiabile Godfrey (My Man Godfrey)
- 1938
  - Norman Reilly Raine, Heinz Herald e Geza Herczeg – Emilio Zola (The Life of Emile Zola)
  - Vina Delmar – L'orribile verità (The Awful Truth)
  - John Lee Mahin, Marc Connelly e Dale Van Ever – Capitani coraggiosi (Captains Courageous)
  - Morris Ryskind e Anthony Veiller – Palcoscenico (Stage Door)
  - Dorothy Parker, Alan Campbell e Robert Carson – È nata una stella (A Star Is Born)
- 1939
  - George Bernard Shaw, W. P. Lipscomb, Cecil Arthur Lewis e Ian Dalrymple – Pigmalione (Pygmalion)
  - John Meehan e Dore Schary – La città dei ragazzi (Boys Town)
  - Ian Dalrymple, Frank Wead e Elizabeth Hill – La cittadella (The Citadel)
  - Julius J. Epstein e Lenore Coffee – Quattro figlie (Four Daughters)
  - Robert Riskin – L'eterna illusione (You Can't Take It with You)

### 1940
- 1940
  - Sidney Howard – Via col vento (Gone with the Wind)
  - Sidney Buchman – Mr. Smith va a Washington (Mr. Smith Goes to Washington)
  - Robert Cedric Sherriff, Claudine West e Eric Maschwitz – Addio, Mr. Chips! (Goodbye, Mr. Chips)
  - Charles Brackett, Billy Wilder e Walter Reisch – Ninotchka
  - Charles MacArthur e Ben Hecht – La voce nella tempesta (Wuthering Heights)
- 1941
  - Donald Ogden Stewart – Scandalo a Filadelfia (The Philadelphia Story)
  - Nunnally Johnson – Furore (The Grapes of Wrath)
  - Donald Ogden Stewart e Dalton Trumbo – Kitty Foyle, ragazza innamorata (Kitty Foyle)
  - Dudley Nichols – Lungo viaggio di ritorno (The Long Voyage Home)
  - Philip MacDonald e Michael Hogan – Rebecca - La prima moglie (Rebecca)
- 1942
  - Sidney Buchman e Seton I. Miller – L'inafferrabile signor Jordan (Here Comes Mr. Jordan)
  - Charles Brackett e Billy Wilder – La porta d'oro (Hold Back the Dawn)
  - Philip Dunne – Com'era verde la mia valle (How Green Was My Valley)
  - Lillian Hellman – Piccole volpi (The Little Foxes)
  - John Huston – Il mistero del falco (The Maltese Falcon)
- 1943
  - Arthur Wimperis, George Froeschel, James Hilton e Claudine West – La signora Miniver (Mrs. Miniver)
  - Rodney Ackland e Emeric Pressburger – Gli invasori - 49º parallelo (The Invaders)
  - Jo Swerling e Herman J. Mankiewicz – L'idolo delle folle (The Pride of the Yankees)
  - Claudine West, George Froeschel e Arthur Wimperis – Prigionieri del passato (Random Harvest)
  - Irwin Shaw e Sidney Buchman – Un evaso ha bussato alla porta (The Talk of the Town)
- 1944
  - Julius J. Epstein, Philip G. Epstein e Howard Koch – Casablanca
  - Nunnally Johnson – Marito a sorpresa (Holy Matrimony)
  - Robert Russell, Frank Ross, Richard Flournoy e Lewis R. Foster – Molta brigata vita beata (The More the Merrier)
  - George Seaton – Bernadette (The Song of Bernadette)
  - Dashiell Hammett – Quando il giorno verrà (Watch on the Rhine)
- 1945
  - Frank Butler e Frank Cavett – La mia via (Going My Way)
  - Billy Wilder e Raymond Chandler – La fiamma del peccato (Double Indemnity)
  - John Van Druten, Walter Reisch e John L. Balderston – Angoscia (Gaslight)
  - Jay Dratler, Samuel Hoffenstein e Betty Reinhardt – Vertigine (Laura)
  - Irving Brecher e Fred F. Finkelhoffe – Incontriamoci a Saint Louis (Meet Me in St. Louis)
- 1946
  - Charles Brackett e Billy Wilder – Giorni perduti (The Lost Weekend)
  - Ranald MacDougall – Il romanzo di Mildred (Mildred Pierce)
  - Albert Maltz – C'è sempre un domani (Pride of the Marines)
  - Tess Slesinger e Frank Davis – Un albero cresce a Brooklyn (A Tree Grows in Brooklyn)
  - Leopold Atlas, Guy Endore e Philip Stevenson – I forzati della gloria (G. I. Joe)
- 1947
  - Robert E. Sherwood - I migliori anni della nostra vita (The Best Years of Our Lives)
  - Raymond Chandler – La dalia azzurra (The Blue Dahlia)
  - Jacques Prévert – Amanti perduti (Les enfants du paradis)
  - Ben Hecht – Notorious - L'amante perduta (Notorious)
  - Norman Panama e Melvin Frank – I cercatori d'oro (Road to Utopia)
- 1948
  - George Seaton – Il miracolo della 34ª strada (Miracle on 34th Street)
  - Richard Murphy – Boomerang - L'arma che uccide (Boomerang!)
  - John Paxton – Odio implacabile (Crossfire)
  - Moss Hart – Barriera invisibile (Gentleman's Agreement)
  - David Lean, Anthony Havelock-Allan e Ronald Neame – Grandi speranze (Great Expectations)
- 1949
  - John Huston – Il tesoro della Sierra Madre (The Treasure of the Sierra Madre)
  - Charles Brackett, Billy Wilder e Richard L. Breen – Scandalo internazionale (A Foreign Affair)
  - Irmgard Von Cube e Allen Vincent – Johnny Belinda
  - Richard Schweizer e David Wechsler – Odissea tragica (The Search)
  - Frank Partos e Millen Brand – La fossa dei serpenti (The Snake Pit)

### 1950
- 1950
  - Joseph L. Mankiewicz – Lettera a tre mogli (A Letter to Three Wives)
  - Robert Rossen – Tutti gli uomini del re (All the King's Men)
  - Cesare Zavattini – Ladri di biciclette (Ladri di biciclette)
  - Carl Foreman – Il grande campione (Champion)
  - Graham Greene – Idolo infranto (The Fallen Idol)
- 1951
  - Joseph L. Mankiewicz – Eva contro Eva (All about Eve)
  - Ben Maddow e John Huston – Giungla d'asfalto (The Asphalt Jungle)
  - Albert Maltz – L'amante indiana (Broken Arrow)
  - Frances Goodrich e Albert Hackett – Il padre della sposa (Father of the Bride)
  - Albert Mannheimer – Nata ieri (Born Yesterday)
- 1952
  - Michael Wilson e Harry Brown – Un posto al sole (A Place in the Sun)
  - James Agee e John Huston – La regina d'Africa (The African Queen)
  - Philip Yordan e Robert Wyler – Pietà per i giusti (Detective Story)
  - Max Ophüls e Jacques Natanson – Il piacere e l'amore (La Ronde)
  - Tennessee Williams – Un tram che si chiama Desiderio (A Streetcar Named Desire)
- 1953
  - Charles Schnee – Il bruto e la bella (The Bad and the Beautiful)
  - Michael Wilson – Operazione Cicero (Five Fingers)
  - Carl Foreman – Mezzogiorno di fuoco (High Noon)
  - Roger MacDougall, John Dighton e Alexander Mackendrick – Lo scandalo del vestito bianco (The Man in the White Suit)
  - Frank S. Nugent – Un uomo tranquillo (The Quiet Man)
- 1954
  - Daniel Taradash – Da qui all'eternità (From Here to Eternity)
  - Eric Ambler – Mare crudele (The Cruel Sea)
  - Helen Deutsch – Lili
  - Ian McLellan Hunter e John Dighton – Vacanze romane (Roman Holiday)
  - A. B. Guthrie Jr. – Il cavaliere della valle solitaria (Shane)
- 1955
  - George Seaton – La ragazza di campagna (The Country Girl)
  - Stanley Roberts – L'ammutinamento del Caine (The Caine Mutiny)
  - John Michael Hay – La finestra sul cortile (Rear Window)
  - Albert Hackett, Frances Goodrich e Dorothy Kingsley – Sette spose per sette fratelli (Seven Brides for Seven Brothers)
  - Billy Wilder, Samuel A. Taylor, e Ernest Lehman – Sabrina
- 1956
  - Paddy Chayefsky – Marty, vita di un timido (Marty)
  - Millard Kaufman – Giorno maledetto (Bad Day at Black Rock)
  - Richard Brooks – Il seme della violenza (Blackboard Jungle)
  - Paul Osborn – La valle dell'Eden (East of Eden)
  - Daniel Fuchs e Isobel Lennart – Amami o lasciami (Love Me or Leave Me)
- 1957
  - James Poe, John Farrow e S.J. Perelman – Il giro del mondo in 80 giorni (Around the World in 80 Days)
  - Tennessee Williams – Baby Doll - La bambola viva (Baby Doll)
  - Michael Wilson – La legge del Signore (Friendly Persuasion)
  - Fred Guiol e Ivan Moffat – Il gigante (Giant)
  - Norman Corwin – Brama di vivere (Lust for Life)
- 1958
  - Michael Wilson, Carl Foreman e Pierre Boulle – Il ponte sul fiume Kwai (The Bridge on the River Kwai)
  - John Lee Mahin e John Huston – L'anima e la carne (Heaven Knows, Mr. Allison)
  - John Michael Hayes – I peccatori di Peyton (Peyton Place)
  - Paul Osborn – Sayonara
  - Reginald Rose – La parola ai giurati (Twelve Angry Men)
- 1959
  - Alan Jay Lerner – Gigi
  - Alec Guinness – La bocca della verità (The Horse's Mouth)
  - Nelson Gidding e Don Mankiewicz – Non voglio morire (I Want To Live!)
  - Terence Rattigan e John Gay – Tavole separate (Separate Tables)
  - Richard Brooks e James Poe – La gatta sul tetto che scotta (Cat on a Hot Tin Roof)

### 1960
- 1960
  - Neil Paterson – La strada dei quartieri alti (Room at the Top)
  - Wendell Mayes – Anatomia di un omicidio (Anatomy of a Murder)
  - Karl Tunberg – Ben-Hur
  - Robert Anderson – La storia di una monaca (The Nun's Story)
  - Billy Wilder e I. A. L. Diamond – A qualcuno piace caldo (Some Like It Hot)
- 1961
  - Richard Brooks – Il figlio di Giuda (Elmer Gantry)
  - Nedrick Young e Harold Jacob Smith – ...e l'uomo creò Satana (Inherit the Wind)
  - Gavin Lambert e T. E. B. Clarke – Figli e amanti (Sons and Lovers)
  - Isobel Lennart – I nomadi (The Sundowners)
  - James Kennaway – Whisky e gloria (Tunes of Glory)
- 1962
  - Abby Mann – Vincitori e vinti (Judgment at Nuremberg)
  - George Axelrod – Colazione da Tiffany (Breakfast at Tiffany's)
  - Carl Foreman – I cannoni di Navarone (The Guns of Navarone)
  - Sidney Carroll e Robert Rossen – Lo spaccone (The Hustler)
  - Ernest Lehman – West Side Story
- 1963
  - Horton Foote – Il buio oltre la siepe (To Kill a Mockingbird)
  - William Gibson – Anna dei miracoli (The Miracle Worker)
  - Vladimir Nabokov – Lolita
  - Robert Bolt e Michael Wilson – Lawrence d'Arabia (Lawrence of Arabia)
  - Eleanor Perry – David e Lisa (David and Lisa)
- 1964
  - John Osborne – Tom Jones
  - Serge Bourguignon e Antoine Tudal – L'uomo senza passato (Les dimanches de Ville d'Avray)
  - James Poe – I gigli del campo (Lilies of the Field)
  - Irving Ravetch e Harriet Frank Jr. – Hud il selvaggio (Hud)
  - Richard L. Breen, Phoebe Ephron e Henry Ephron – Capitan Newman (Captain Newman, M.D.)
- 1965
  - Edward Anhalt – Becket e il suo re (Becket)
  - Stanley Kubrick, Peter George e Terry Southern – Il dottor Stranamore - Ovvero: come ho imparato a non preoccuparmi e ad amare la bomba (Dr. Strangelove Or: How I Learned To Stop Worrying and Love the Bomb)
  - Bill Walsh e Don DaGradi – Mary Poppins
  - Alan Jay Lerner – My Fair Lady
  - Michael Cacoyannis – Zorba il greco (Alexis Zorbas)
- 1966
  - Robert Bolt – Il dottor Živago (Doctor Zhivago)
  - Walter Newman e Frank R. Pierson – Cat Ballou
  - Stanley Mann e John Kohn – Il collezionista (The Collector)
  - Abby Mann – La nave dei folli (Ship of Fools)
  - Herb Gardner – L'incredibile Murray - L'uomo che disse no (A Thousand Clowns)
- 1967
  - Robert Bolt – Un uomo per tutte le stagioni (A Man for All Seasons)
  - Bill Naughton – Alfie
  - Richard Brooks – I professionisti (The Professionals)
  - William Rose – Arrivano i russi, arrivano i russi (The Russians Are Coming, the Russians Are Coming)
  - Ernest Lehman – Chi ha paura di Virginia Woolf? (Who's Afraid of Virginia Woolf?)
- 1968
  - Stirling Silliphant – La calda notte dell'ispettore Tibbs (In the Heat of the Night)
  - Donn Pearce e Frank R. Pierson – Nick mano fredda (Cool Hand Luke)
  - Calder Willingham e Buck Henry – Il laureato (The Graduate)
  - Richard Brooks – A sangue freddo (In Cold Blood)
  - Joseph Strick e Fred Haines – Ulysses
- 1969
  - James Goldman – Il leone d'inverno (The Lion in Winter)
  - Neil Simon – La strana coppia (The Odd Couple)
  - Vernon Harris – Oliver!
  - Stewart Stern – La prima volta di Jennifer (Rachel, Rachel)
  - Roman Polański – Rosemary's Baby - Nastro rosso a New York (Rosemary's Baby)

### 1970
- 1970
  - Waldo Salt – Un uomo da marciapiede (Midnight Cowboy)
  - John Hale, Bridget Boland e Richard Sokolove – Anna dei mille giorni (Anne of the Thousand Days)
  - Arnold Schulman – La ragazza di Tony (Goodbye, Columbus)
  - James Poe e Robert E. Thompson – Non si uccidono così anche i cavalli? (They Shoot Horses, Don't They?)
  - Jorge Semprún e Costa-Gavras – Z - L'orgia del potere (Z)
- 1971
  - Ring Lardner Jr. – M*A*S*H
  - George Seaton – Airport
  - Robert Anderson – Anello di sangue (I Never Sang for My Father)
  - Renée Taylor, Joseph Bologna e David Zelag Goodman – Amanti ed altri estranei (Lovers and Other Strangers)
  - Larry Kramer – Donne in amore (Women in Love)
- 1972
  - Ernest Tidyman – Il braccio violento della legge (The French Connection)
  - Stanley Kubrick – Arancia meccanica (A Clockwork Orange)
  - Bernardo Bertolucci – Il conformista
  - Ugo Pirro e Vittorio Bonicelli – Il giardino dei Finzi Contini
  - Larry McMurtry e Peter Bogdanovich – L'ultimo spettacolo (The Last Picture Show)
- 1973
  - Mario Puzo e Francis Ford Coppola – Il padrino (The Godfather)
  - Jay Allen- Cabaret
  - Jan Troell e Bengt Forslund – Karl e Kristina (Utvandrarna)
  - Julius J. Epstein – Un marito per Tillie (Pete 'n' Tillie)
  - Lonne Elder III – Sounder
- 1974
  - William Peter Blatty – L'esorcista (The Exorcist)
  - Robert Towne- L'ultima corvé (The Last Detail)
  - James Bridges – Esami per la vita (The Paper Chase)
  - Alvin Sargent – Paper Moon - Luna di carta (Paper Moon)
  - Waldo Salt e Norman Wexler – Serpico
- 1975
  - Francis Ford Coppola e Mario Puzo – Il padrino - Parte II (The Godfather: Part II)
  - Mordecai Richler e Lionel Chetwynd – Soldi ad ogni costo (The Apprenticeship of Duddy Kravitz)
  - Julian Barry – Lenny
  - Paul Dehn – Assassinio sull'Orient Express (Murder on the Orient Express)
  - Gene Wilder e Mel Brooks – Frankenstein Junior (Young Frankenstein)
- 1976
  - Lawrence Hauben e Bo Goldman – Qualcuno volò sul nido del cuculo (One Flew over the Cuckoo's Nest)
  - Stanley Kubrick- Barry Lyndon
  - John Huston e Gladys Hill – L'uomo che volle farsi re (The Man Who Would Be King)
  - Ruggero Maccari e Dino Risi – Profumo di donna
  - Neil Simon – I ragazzi irresistibili (The Sunshine Boys)
- 1977
  - William Goldman – Tutti gli uomini del presidente (All the President's Men)
  - Robert Getchell – Questa terra è la mia terra (Bound for Glory)
  - Federico Fellini e Bernardino Zapponi – Il Casanova di Federico Fellini
  - Nicholas Meyer – Sherlock Holmes: soluzione settepercento (The Seven-per-cent Solution)
  - Steve Shagan e David Butler – La nave dei dannati (Voyage of the Damned)
- 1978
  - Alvin Sargent – Giulia (Julia)
  - Peter Shaffer- Equus
  - Gavin Lambert e Lewis John Carlino – I Never Promised You a Rose Garden (I Never Promised You a Rose Garden)
  - Larry Gelbart – Bentornato Dio! (Oh, God!)
  - Luis Buñuel e Jean-Claude Carrière – Quell'oscuro oggetto del desiderio (Ese oscuro objeto del deseo)
- 1979
  - Oliver Stone – Fuga di mezzanotte (Midnight Express)
  - Walter Newman- Una strada chiamata domani (Bloodbrothers)
  - Neil Simon – California Suite
  - Elaine May e Warren Beatty – Il paradiso può attendere (Heaven Can Wait)
  - Bernard Slade – Lo stesso giorno, il prossimo anno (Same Time, Next Year)

### 1980
- 1980
  - Robert Benton – Kramer contro Kramer (Kramer vs. Kramer)
  - Francis Veber, Édouard Molinaro, Marcello Danon e Jean Poiret – Il vizietto (La Cage aux Folles)
  - Allan Burns – Una piccola storia d'amore (A Little Romance)
  - Irving Ravetch e Harriet Frank Jr. – Norma Rae
  - John Milius e Francis Ford Coppola – Apocalypse Now
- 1981
  - Alvin Sargent – Gente comune (Ordinary People)
  - Jonathan Hardy, David Stevens e Bruce Beresford – Esecuzione di un eroe ('Breaker' Morant)
  - Tom Rickman – La ragazza di Nashville (Coal Miner's Daughter)
  - Christopher DeVore, Eric Bergren e David Lynch – The Elephant Man
  - Lawrence B. Marcus e Richard Rush – Professione pericolo (The Stunt Man)
- 1982
  - Ernest Thompson – Sul lago dorato (On Golden Pond)
  - Harold Pinter – La donna del tenente francese (The French Lieutenant's Woman)
  - Dennis Potter – Spiccioli dal cielo (Pennies from Heaven)
  - Michael Weller – Ragtime
  - Jay Presson Allen e Sidney Lumet – Il principe della città (Prince of the City)
- 1983
  - Costa-Gavras e Donald Stewart – Missing - Scomparso (Missing)
  - Alan J. Pakula- La scelta di Sophie (Sophie's Choice)
  - David Mamet – Il verdetto (The Verdict)
  - Blake Edwards – Victor Victoria
  - Wolfgang Petersen – U-Boot 96 (Das Boot)
- 1984
  - James L. Brooks – Voglia di tenerezza (Terms of Endearment)
  - Harold Pinter – Tradimenti (Betrayal)
  - Ronald Harwood – Il servo di scena (The Dresser)
  - Willy Russell – Rita, Rita, Rita (Educating Rita)
  - Julius J. Epstein – Reuben, Reuben
- 1985
  - Peter Shaffer – Amadeus
  - P.H. Vazak e Michael Austin- Greystoke - La leggenda di Tarzan, il signore delle scimmie (Greystoke: The Legend of Tarzan, Lord of the Apes)
  - Bruce Robinson – Urla del silenzio (The Killing Fields)
  - David Lean – Passaggio in India (A Passage to India)
  - Charles Fuller – Storia di un soldato (A Soldier's Story)
- 1986
  - Kurt Luedtke – La mia Africa (Out of Africa)
  - Menno Meyjes – Il colore viola (The Color Purple)
  - Leonard Schrader – Il bacio della donna ragno (Kiss of the Spider Woman)
  - Richard Condon e Janet Roach – L'onore dei Prizzi (Prizzi's Honor)
  - Horton Foote – In viaggio verso Bountiful (The Trip to Bountiful)
- 1987
  - Ruth Prawer Jhabvala – Camera con vista (A Room with a View)
  - Beth Henley – Crimini del cuore (Crimes of the Heart)
  - Richard Price – Il colore dei soldi (The Color of Money)
  - Reynold Gideon e Bruce A. Evans – Stand by Me - Ricordo di un'estate (Stand by Me)
  - Hesper Anderson e Mark Medoff – Figli di un dio minore (Children of a Lesser God)
- 1988
  - Mark Peploe e Bernardo Bertolucci – L'ultimo imperatore (The Last Emperor)
  - Tony Houston – The Dead - Gente di Dublino (The Dead)
  - James Dearden – Attrazione fatale (Fatal Attraction)
  - Stanley Kubrick, Michael Herr e Gustav Hasford – Full Metal Jacket
  - Lasse Hallström, Reidar Jönsson, Brässe Brannström e Per Berglund – La mia vita a quattro zampe (My Life as a Dog)
- 1989
  - Christopher Hampton – Le relazioni pericolose (Dangerous Liaisons)
  - Jean-Claude Carrière e Philip Kaufman – L'insostenibile leggerezza dell'essere (The Unbearable Lightness of Being)
  - Christine Edzard – Little Dorrit
  - Frank Galati e Lawrence Kasdan – Turista per caso (The Accidental Tourist)
  - Anna Hamilton Phelan e Tab Murphy – Gorilla nella nebbia (Gorillas in the Mist: The Story of Dian Fossey)

### 1990
- 1990
  - Alfred Uhry – A spasso con Daisy (Driving Miss Daisy)
  - Phil Alden Robinson – L'uomo dei sogni (Field of Dreams)
  - Jim Sheridan e Shane Connaughton – Il mio piede sinistro (My Left Foot)
  - Roger L. Simon e Paul Mazursky – Nemici, una storia d'amore (Enemies, a Love Story)
  - Oliver Stone e Ron Kovic – Nato il quattro luglio (Born on the Fourth of July)
- 1991
  - Michael Blake – Balla coi lupi (Dances with Wolves)
  - Nicholas Kazan – Il mistero Von Bulow (Reversal of Fortune)
  - Nicholas Pileggi e Martin Scorsese – Quei bravi ragazzi (Goodfellas)
  - Donald E. Westlake – Rischiose abitudini (The Grifters)
  - Steven Zaillian – Risvegli (Awakenings)
- 1992
  - Ted Tally – Il silenzio degli innocenti (The Silence of the Lambs)
  - Pat Conroy e Becky Johnston – Il principe delle maree (The Prince of Tides)
  - Fannie Flagg e Carol Sobieski – Pomodori verdi fritti alla fermata del treno (Fried Green Tomatoes)
  - Agnieszka Holland – Europa Europa
  - Oliver Stone e Zachary Sklar – JFK - Un caso ancora aperto (JFK)
- 1993
  - Ruth Prawer Jhabvala – Casa Howard (Howards End)
  - Peter Barnes – Un incantevole aprile (Enchanted April)
  - Richard Friedenberg – In mezzo scorre il fiume (A River Runs Through It)
  - Bo Goldman – Scent of a Woman - Profumo di donna (Scent of a Woman)
  - Michael Tolkin – I protagonisti (The Player)
- 1994
  - Steven Zaillian – Schindler's List - La lista di Schindler
  - Jay Cocks e Martin Scorsese – L'età dell'innocenza (The Age of Innocence)
  - Terry George e Jim Sheridan – Nel nome del padre (In the Name of the Father)
  - Ruth Prawer Jhabvala – Quel che resta del giorno (The Remains of the Day)
  - William Nicholson – Viaggio in Inghilterra (Shadowlands)
- 1995
  - Eric Roth – Forrest Gump
  - Alan Bennett – La pazzia di Re Giorgio (The Madness of King George)
  - Robert Benton – La vita a modo mio (Nobody's Fool)
  - Paul Attanasio – Quiz Show
  - Frank Darabont – Le ali della libertà (The Shawshank Redemption)
- 1996
  - Emma Thompson – Ragione e sentimento (Sense and Sensibility)
  - William Broyles Jr. e Al Reinert – Apollo 13
  - George Miller e Chris Noonan – Babe - Maialino coraggioso (Babe)
  - Mike Figgis – Via da Las Vegas (Leaving Las Vegas)
  - Anna Pavignano, Michael Radford, Furio Scarpelli, Giacomo Scarpelli e Massimo Troisi – Il postino
- 1997
  - Billy Bob Thornton – Lama tagliente (Sling Blade)
  - Arthur Miller – La seduzione del male (The Crucible)
  - Anthony Minghella – Il paziente inglese (The English Patient)
  - Kenneth Branagh – Hamlet
  - John Hodge – Trainspotting
- 1998
  - Brian Helgeland e Curtis Hanson – L.A. Confidential
  - Paul Attanasio – Donnie Brasco
  - Atom Egoyan – Il dolce domani (The Sweet Hereafter)
  - Hilary Henkin e David Mamet – Sesso & potere (Wag the Dog)
  - Hossein Amini – Le ali dell'amore (The Wings of the Dove)
- 1999
  - Bill Condon – Demoni e dei (Gods and Monsters)
  - Scott Frank – Out of Sight
  - Elaine May – I colori della vittoria (Primary Colors)
  - Scott B. Smith – Soldi sporchi (A Simple Plan)
  - Terrence Malick – La sottile linea rossa (The Thin Red Line)

### 2000
- 2000
  - John Irving – Le regole della casa del sidro (The Cider House Rules)
  - Alexander Payne e Jim Taylor – Election
  - Frank Darabont – Il miglio verde (The Green Mile)
  - Eric Roth e Michael Mann – Insider - Dietro la verità (The Insider)
  - Anthony Minghella – Il talento di Mr. Ripley (The Talented Mr. Ripley)
- 2001
  - Stephen Gaghan – Traffic
  - Robert Nelson Jacobs – Chocolat
  - Wang Hui Ling, James Schamus e Tsai Kuo Jung – La tigre e il dragone (Wo hu cang long)
  - Joel ed Ethan Coen – Fratello, dove sei? (O Brother, Where Art Thou?)
  - Steve Kloves – Wonder Boys
- 2002
  - Akiva Goldsman – A Beautiful Mind
  - Daniel Clowes e Terry Zwigoff – Ghost World
  - Rob Festinger e Todd Field – In the Bedroom
  - Fran Walsh, Philippa Boyens e Peter Jackson – Il Signore degli Anelli - La Compagnia dell'Anello (The Lord of the Rings: The Fellowship of the Ring)
  - Ted Elliott, Terry Rossio, Joe Stillman e Roger S.H. Schulman – Shrek
- 2003
  - Ronald Harwood – Il pianista (The Pianist)
  - Charlie Kaufman e Donald Kaufman(*) - Il ladro di orchidee (Adaptation.)
  - Bill Condon – Chicago
  - David Hare – The Hours
  - Peter Hedges, Chris Weitz, Paul Weitz – About a Boy - Un ragazzo (About a Boy)

(*) Donald Kaufman è il fratello immaginario dello sceneggiatore Charlie Kaufman, che lo ha "inventato" e accreditato come co-sceneggiatore. I due "fratelli", infatti, sono anche i protagonisti del film sceneggiato, Il ladro di orchidee.
- 2004
  - Fran Walsh, Philippa Boyens e Peter Jackson – Il Signore degli Anelli - Il ritorno del re (The Lord of the Rings: The Return of the King)
  - Robert Pulcini e Shari Springer Berman – American Splendor
  - Braulio Mantovani – City of God (Cidade de Deus)
  - Brian Helgeland – Mystic River
  - Gary Ross – Seabiscuit - Un mito senza tempo (Seabiscuit)
- 2005
  - Alexander Payne e Jim Taylor – Sideways - In viaggio con Jack (Sideways)
  - Richard Linklater, Julie Delpy e Ethan Hawke – Before Sunset - Prima del tramonto (Before Sunset)
  - David Magee – Neverland - Un sogno per la vita (Finding Neverland)
  - Paul Haggis – Million Dollar Baby
  - José Rivera – I diari della motocicletta (Diarios de motocicleta)
- 2006
  - Larry McMurtry e Diana Ossana – I segreti di Brokeback Mountain (Brokeback Mountain)
  - Dan Futterman – Truman Capote - A sangue freddo (Capote)
  - Jeffrey Caine – The Constant Gardener - La cospirazione (The Constant Gardener)
  - Josh Olson – A History of Violence
  - Tony Kushner, Eric Roth – Munich
- 2007
  - William Monahan – The Departed - Il bene e il male (The Departed)
  - Sacha Baron Cohen, Anthony Hines, Peter Baynham, Dan Mazer e Todd Phillips – Borat - Studio culturale sull'America a beneficio della gloriosa nazione del Kazakistan (Borat: Cultural Learnings of America for Make Benefit Glorious Nation of Kazakhstan)
  - Alfonso Cuarón, Timothy J. Sexton, David Arata, Mark Fergus e Hawk Ostby – I figli degli uomini (Children of Men)
  - Todd Field e Tom Perrotta – Little Children
  - Patrick Marber – Diario di uno scandalo (Notes on a Scandal)
- 2008
  - Joel ed Ethan Coen – Non è un paese per vecchi (No Country for Old Men)
  - Christopher Hampton – Espiazione (Atonement)
  - Sarah Polley – Away from Her - Lontano da lei (Away from Her)
  - Ronald Harwood – Lo scafandro e la farfalla (Le scaphandre et le papillon)
  - Paul Thomas Anderson – Il petroliere (There Will Be Blood)
- 2009
  - Simon Beaufoy – The Millionaire (Slumdog Millionaire)
  - Eric Roth e Robin Swicord – Il curioso caso di Benjamin Button (The Curious Case of Benjamin Button)
  - David Hare – The Reader - A voce alta (The Reader)
  - Peter Morgan – Frost/Nixon - Il duello (Frost/Nixon)
  - John Patrick Shanley – Il Dubbio (Doubt)

### 2010
- 2010
  - Geoffrey Fletcher – Precious
  - Neill Blomkamp e Terri Tatchell – District 9
  - Nick Hornby – An Education
  - Jesse Armstrong, Simon Blackwell, Armando Iannucci e Tony Roche – In the Loop
  - Jason Reitman e Sheldon Turner – Tra le nuvole (Up in the Air)
- 2011
  - Aaron Sorkin – The Social Network
  - Danny Boyle e Simon Beaufoy – 127 ore (127 Hours)
  - Michael Arndt, John Lasseter, Andrew Stanton e Lee Unkrich – Toy Story 3 - La grande fuga (Toy Story 3)
  - Joel ed Ethan Coen – Il Grinta (True Grit)
  - Debra Granik e Anne Rosellini – Un gelido inverno (Winter's Bone)
- 2012
  - Alexander Payne, Nat Faxon e Jim Rash – Paradiso amaro (The Descendants)
  - John Logan – Hugo Cabret (Hugo)
  - George Clooney, Grant Heslov e Beau Willimon – Le idi di marzo (The Ides of March)
  - Steven Zaillian, Aaron Sorkin e Stan Chervin – L'arte di vincere (Moneyball)
  - Bridget O'Connor e Peter Straughan – La talpa (Tinker Tailor Soldier Spy)
- 2013
  - Chris Terrio - Argo
  - Lucy Alibar e Benh Zeitlin - Re della terra selvaggia (Beasts of the Southern Wild)
  - David Magee - Vita di Pi (Life of Pi)
  - Tony Kushner - Lincoln
  - David O. Russell - Il lato positivo - Silver Linings Playbook (Silver Linings Playbook)
- 2014
  - John Ridley - 12 anni schiavo
  - Richard Linklater, Julie Delpy e Ethan Hawke - Before Midnight
  - Billy Ray - Captain Phillips - Attacco in mare aperto
  - Steve Coogan e Jeff Pope - Philomena
  - Terence Winter - The Wolf of Wall Street
- 2015
  - Graham Moore - The Imitation Game
  - Paul Thomas Anderson - Vizio di forma (Inherent Vice)
  - Damien Chazelle - Whiplash
  - Jason Hall - American Sniper
  - Anthony McCarten - La teoria del tutto (The Theory of Everything)
- 2016
  - Charles Randolph e Adam McKay - La grande scommessa (The Big Short)
  - Nick Hornby - Brooklyn
  - Phyllis Nagy - Carol
  - Drew Goddard - Sopravvissuto - The Martian (The Martian)
  - Emma Donoghue - Room
- 2017
  - Barry Jenkins e Tarell McCraney - Moonlight
  - Eric Heisserer - Arrival
  - Luke Davies - Lion - La strada verso casa (Lion)
  - August Wilson - Barriere (Fences)
  - Allison Schroeder e Theodore Melfi - Il diritto di contare (Hidden Figures)
- 2018
  - James Ivory - Chiamami col tuo nome (Call Me by Your Name)
  - Scott Frank, James Mangold e Michael Green - Logan: The Wolverine (Logan)
  - Scott Neustadter e Michael H. Weber - The Disaster Artist
  - Dee Rees e Virgil Williams - Mudbound
  - Aaron Sorkin - Molly's Game
- 2019
  - Charlie Wachtel, David Rabinowitz, Kevin Willmott e Spike Lee – BlacKkKlansman
  - Joel ed Ethan Coen – La ballata di Buster Scruggs (The Ballad of Buster Scruggs)
  - Nicole Holofcener e Jeff Whitty – Copia originale (Can You Ever Forgive Me?)
  - Barry Jenkins – Se la strada potesse parlare (If Beale Street Could Talk)
  - Eric Roth, Bradley Cooper e Will Fetters – A Star Is Born

### 2020
- 2020
  - Taika Waititi - Jojo Rabbit
  - Greta Gerwig - Piccole donne (Little Women)
  - Anthony McCarten - I due papi (The Two Popes)
  - Todd Phillips e Scott Silver - Joker
  - Steven Zaillian - The Irishman

- 2021
  - Christopher Hampton e Florian Zeller - The Father
  - Ramin Bahrani - La tigre bianca (The White Tiger)
  - Sacha Baron Cohen, Anthony Hines, Dan Swimer, Peter Baynham, Erica Rivinoja, Dan Mazer, Jena Friedman e Lee Kern, soggetto di Sacha Baron Cohen, Anthony Hines, Dan Swimer e Nina Pedrad - Borat - Seguito di film cinema (Borat Subsequent Moviefilm: Delivery of Prodigious Bribe to American Regime for Make Benefit Once Glorious Nation of Kazakhstan)
  - Kemp Powers - Quella notte a Miami... (One Night in Miami...)
  - Chloé Zhao - Nomadland

- 2022
  - Sian Heder - CODA - I segni del cuore (CODA)
  - Ryūsuke Hamaguchi e Takamasa Ōe - Drive My Car
  - Jon Spaihts e Denis Villeneuve e Eric Roth - Dune
  - Maggie Gyllenhaal - La figlia oscura (The Lost Daughter)
  - Jane Campion - Il potere del cane (The Power of the Dog)

- 2023
  - Sarah Polley - Women Talking
  - Edward Berger, Lesley Paterson e Ian Stokell - Niente di nuovo sul fronte occidentale (Im Westen nichts Neues)
  - Rian Johnson - Glass Onion - Knives Out (Glass Onion: A Knives Out Mystery)
  - Kazuo Ishiguro - Living
  - Ehren Kruger, Eric Warren Singer e Christopher McQuarrie - Top Gun: Maverick

- 2024
  - Cord Jefferson - American Fiction
  - Greta Gerwig e Noah Baumbach - Barbie
  - Christopher Nolan - Oppenheimer
  - Tony McNamara - Povere creature! (Poor Things)
  - Jonathan Glazer - La zona d'interesse (The Zone of Interest)

- 2025
  - Peter Straughan – Conclave
  - Jacques Audiard, Thomas Bidegain, Léa Mysius e Nicolas Livecchi – Emilia Pérez
  - Greg Kwedar, Clint Bentley, Clarence Maclin e John "Divine G" Whitfield  – Sing Sing
  - James Mangold e Jay Cocks – A Complete Unknown
  - RaMell Ross e Joslyn Barnes – I ragazzi della Nickel (Nickel Boys)